# Baramula (distrikt)
Baramula är ett distrikt i det indiska unionsterritoriet Jammu och Kashmir. Huvudort är Baramula.
Baramula var tidigare namnet på en liten by med ett obetydligt fort i Pir Panjalkedjan på sydvästra sidan av Kashmir, på högra stranden av Jhelum. Denna är vid Baramula, efter ett 244 km långt lopp, 100–125 m bred.
Omkring 40 km längre ned börjar Baramulaklyftan, ett av jordens mest storartade pass, där den till en bredd av 23 meter hopträngda floden brusar fram mellan 2 300 meter höga, branta klippväggar. Cederskogar omger floden i denna trakt, som ännu efter Alexander den store kallas Sikandarabad.
Följande samhällen finns i Bāramūla:
- Baramula
- Sopur
- Pattan
- Gulmarg